# بیمارستان کالج زنان
بیمارستان کالج زنان (انگلیسی: Women's College Hospital) یک بیمارستان آموزشی در هسته شهر تورنتو در کاناداست. این بیمارستان عم‌اکنون یک مرکز مراقبت‌های سرپایی مستقل است که تمرکزش بر سلامت و بهداشت زنان و پژوهش‌های مرتبط به این حوزه است. این بیمارستان، توسط سازمان جهانی بهداشت به‌عنوان تنها مرکز مشارکت‌کننده در زمینهٔ سلامت و بهداشت زنان در نیم‌کره غربی شناخته شد.
این بیمارستان، نخست در سال ۱۸۸۳ میلادی با نام «کالج پزشکی زنان» برپا شد. سپس با تلاش و پیگیری‌های دکتر امیلی استو در ۱ اکتبر ۱۸۸۳ میلادی، به‌طور رسمی توسط شهردار شهر تورنتو افتتاح شد. بیمارستان کالج زنان در سال ۱۹۳۵ میلادی، به محل فعلی خود نقل مکان نمود و در سال ۱۹۶۱ مبدل به یک بیمارستان آموزشی وابستهٔ به دانشگاه تورنتو شد. در سال ۱۹۹۵ میلادی، یک از «اماکن تاریخی ملی کانادا» نام گرفت.
بیمارستان کالج زنان مشارکت‌های مهمی در ابداع آزمایش پاپ اسمیر داشت و نخستین بیمارستانی در استان انتاریو بود از ماموگرافی برای تشخیص سرطان پستان استفاده نمود. «مؤسسهٔ پژوهشی کالج زنان» (WCRI) یک مرکز منحصربه‌فرد است که خود را وقف پژوهش‌های علمی در زمینهٔ سلامت و بهداشت زنان نموده‌است. یکی از دانشمندان این مؤسسهٔ تحقیقاتی به‌نام «استیون نارود» جزء تیمی بود که ژن‌های BRCA1 و BRCA2 را کشف کردند که یکی از عوامل خطرساز سرطان پستان است و یکی از موفقیت‌های مهم بشر در حوزهٔ پژوهش‌های سرطان محسوب می‌شود.
از پزشکان مشهور این بیمارستان می‌توان به جسی گری اشاره نمود.